# 隆背月鰺
隆背月鰺（学名：Selene dorsalis），為輻鰭魚綱鱸形目鱸亞目鰺科月鰺屬下的一個種，屬於熱帶海水魚，東大西洋區，從葡萄牙至南非海域，包括維德角群島、馬德拉群島，深度20-200公尺，體短呈菱形且側扁，頭部輪廓陡峭且額頭突起，背鰭2個，背鰭硬棘9枚、背鰭軟條23-24枚、臀鰭硬棘1-3枚、臀鰭軟條18-20枚，尾鰭叉形，體無鱗，體色完全是銀色的，帶有藍色的反射，在背部半部分更明顯，鰓蓋上角有黑點，魚鰭透明，體長可達29公分，棲息在底層水域，稚魚出現在河口、海灣，成群活動，以甲殼類及小魚為食，生活習性不明，為具商業價值的食用魚。